# U 53 (U-Boot, 1916)
U 53 war ein diesel-elektrisches U-Boot der deutschen Kaiserlichen Marine, das im Ersten Weltkrieg zum Einsatz kam. Es war das erste deutsche U-Boot, das Handelskrieg vor der Ostküste der Vereinigten Staaten führte.

## Einsätze
U 53 lief am 1. Februar 1916 bei der Germaniawerft in Kiel vom Stapel und wurde am 22. April 1916 in Dienst gestellt. Die Kommandanten des U-Bootes waren Hans Rose (22. April 1916 – 17. August 1918) und Otto von Schrader (18. August 1918 – 29. November 1918).
U 53 führte während des Ersten Weltkriegs 13 Feindfahrten im Nordatlantik durch, darunter eine Transatlantikfahrt. Dabei wurden insgesamt 85 Handelsschiffe der Entente und neutraler Staaten mit einer Gesamttonnage von 217.508 BRT versenkt. Außerdem gelang die Versenkung eines Kriegsschiffes. Damit zählt U 53 zu den militärisch erfolgreichsten U-Booten des Ersten Weltkrieges. Gemessen an den versenkten Bruttoregistertonnen belegt es den fünften Platz der deutschen U-Boote mit den höchsten Versenkungsziffern im Ersten Weltkrieg.

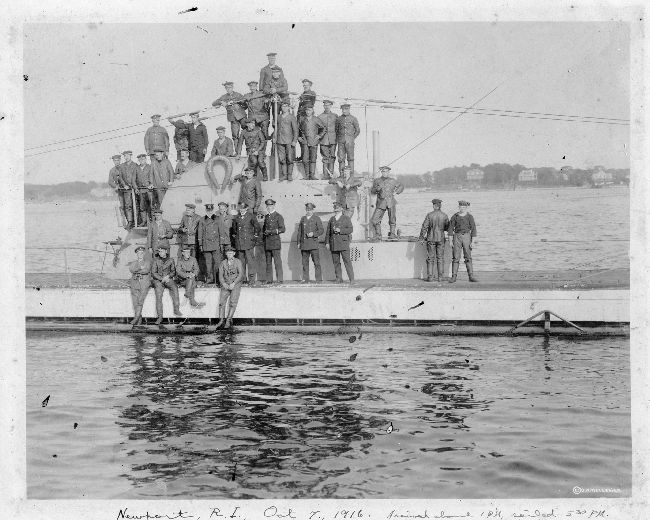
U 53 in Newport am 7. Oktober 1916

Als erstes Militär-U-Boot überquerte U 53 im September und Oktober 1916 den Atlantik. Die Fahrt sollte die Route deutscher Handels-U-Boote sichern sowie die Kampfkraft der deutschen U-Boot-Waffe demonstrieren. Zuvor waren bei U 53 auf der Germaniawerft einige Tauchtanks als Treibstoffbunker für die Hin- und Rückfahrt ausgerüstet worden. Kapitänleutnant Rose gelang dabei ein Husarenstück, als er am 7. Oktober 1916 für 2½ Stunden in den Hafen Newport, Rhode Island, einlief. Dort besuchten Marineangehörige der damals noch neutralen Vereinigten Staaten das U-Boot. Am folgenden 8. Oktober 1916 führte Rose außerhalb der US-amerikanischen Hoheitsgewässer Handelskrieg nach Prisenordnung. Dabei wurden kurz hintereinander sieben Schiffe angehalten und fünf versenkt.
Am 3. Februar 1917 versenkte U 53 etwa 20 Meilen südlich von Bishop Rock das US-amerikanische Handelsschiff Housatonic. Obwohl bei der Versenkung keine Todesopfer zu beklagen waren, trug sie zur Verschlechterung der Beziehungen zwischen Deutschland und den Vereinigten Staaten bei.
Am 6. Dezember 1917 versenkte die Besatzung von U 53 den US-amerikanischen Zerstörer Jacob Jones südwestlich von Bishop Rock. Rose erzielte einen Torpedotreffer auf eine Entfernung von rund 2.700 Metern. Die Versenkung, bei der 64 Menschen ums Leben kamen, war der erste Verlust eines Zerstörers der US Navy durch Feindeinwirkung.
|  |

|  |

|  |

|  |

|  |

|  |

|  |

|  |

|  |

|  |

|  |

|  |

|  |

|  |

|  |

|  |

|  |

|  |

|  |

|  |

|  |

|  |

|  |

|  |

|  |

|  |

|  |

|  |

|  |

|  |

|  |

|  |

|  |

|  |

|  |

|  |

|  |

|  |

|  |

|  |

## Verbleib
Am 1. Dezember 1918 wurde U 53 an das Vereinigte Königreich ausgeliefert und 1922 in Swansea verschrottet.